# Método de Schulze
O método Schulze é um sistema de votação desenvolvido em 1997 por Markus Schulze para selecionar um único vencedor usando votos que expressam preferências.  O método pode também ser usado para criar listas ordenadas de vencedores. O método Schulze é um método de Condorcet, ou seja, se há um candidato que é preferido a todo outro candidato em comparações emparelhadas, então este candidato será o vencedor. Atualmente, é o método Condorcet mais disseminado. Ele é usado por diversas organizações, como a Wikimedia, Debian, Gentoo e Software in the Public Interest.
O resultado do método Schulze dá uma ordenação de candidatos. Portanto, se vários cargos estão disponíveis, o método pode ser utilizado para este propósito sem passar por nenhuma modificação, deixando os candidatos melhor classificados k ganhar as vagas disponíveis k. Além disso, foi proposta uma variação de voto individual transferível para eleições de representação proporcional.

## Descrição do método

### Cédula eleitoral

A entrada do método Schulze é a mesma utilizadas por outros métodos eletivos preferenciais de único vencedor: cada eleitor deve fornecer uma lista ordenada de preferencias sobre candidatos que permitem empates.
Uma maneira típica para que os eleitores especifiquem suas preferências em uma cédula eleitoral (veja a esquerda) é através do seguinte; cada cédula lista todos os candidatos, e cada eleitor ordena sua lista na ordem de sua preferência através de números: o eleitor preenche '1' ao lado do(s) candidato(s) que mais prefere, um '2' ao lado do(s) segundo(s) mais preferidos, e assim sucessivamente. Cada eleitor pode opcionalmente
- dar mesma preferência para mais de um candidato, indicando que o eleitor é indiferente entre tais candidatos.
- utilizar números não sucessivos para expressar preferências, sem qualquer impacto no resultado das eleições, visto que apenas a ordem na qual os candidatos são ordenados importa, e não os números absolutos das preferências.
- manter todos os candidatos sem ordem. Quando um eleitor não ordena todos os candidatos, então é interpretado como se o eleitor (i) prefere estritamente todos os candidatos ordenados a todos os candidatos não ordenados, bem como (ii) é indiferente entre todos os candidatos não ordenados.

### Método Schulze
Defina d[V,W] como o número de eleitores que preferem o candidato V ao candidato W.
Um trajeto do candidato X ao candidato Y de força p é um sequência de candidatos C(1),...,C(n) com as seguintes propriedades:
1. C(1) = X e C(n) = Y.
2. Para todo i = 1,...,(n-1): d[C(i),C(i+1)] > d[C(i+1),C(i)].
3. Para todo i = 1,...,(n-1): d[C(i),C(i+1)] ≥ p.

p[A,B], a força do trajeto mais forte do candidato A ao candidato B, é o valor máximo tal que não há nenhum trajeto do candidato A para o candidato B dessa força. Se não há absolutamente nenhum trajeto do candidato A ao candidato B, então p[A,B] = 0.
O candidato D é melhor do que o candidato E se e somente se p[D,E] > p[E,D].
O candidate D é um vencedor em potencial se e somente se p[D,E] ≥ p[E,D] para cada outro candidato E.
Pode ser provado que p[X,Y] > p[Y,X] e p[Y,Z] > p[Z,Y] conjuntamente implicam p[X,Z] > p[Z,X].:§4.1 Logo, é garantido (1) que a definição acima de "melhor" realmente define uma relação transitiva e (2) que sempre há pelo menos um candidato D com p[D,E] ≥ p[E,D] para cada outro candidato E.

## Exemplo Lakehead vs. Thunder Bay
O novo nome da cidade fusão entre Fort William e Port Arthur foi determinado por um plebiscito. A cédula continha três possibilidades, "Thunder Bay" obteve 15.870, "Lakehead" 15.302, e "The Lakehead" 8.377 votos. Os votos divididos entre os clones (ex. bem similares) "Lakehead" e "The Lakehead", e Thunder Bay ganharam.
Usando o método Schulze uma ordenação foi aplicada e Lakehead teria ganhado.
Para ilustrar melhor, nós acompanhando a seguinte votação provável:
15.870 Thunder Bay - Lakehead - The Lakehead
15.302 Lakehead - The Lakehead - Thunder Bay
8.377 The Lakehead - Lakehead - Thunder Bay

### Matriz Emparelhada
Uma tabela que compara cada candidato com cada outro. Os campos vermelhos conseguem chegar ao próximo passo. Por exemplo candidato "Lakehead" teria sigo preferido com 23000 votos contra "Thunder Bay".
|                   | d[*,Thunder Bay] | d[*,Lakehead] | d[*,The Lakehead] |
| ----------------- | ---------------- | ------------- | ----------------- |
| d[Thunder Bay,*]  |                  | 15870         | 15870             |
| d[Lakehead,*]     | 23679            |               | 15302             |
| d[The Lakehead,*] | 23679            | 8377          |                   |

### Gráfico Emparelhado
Este aqui precisa ser desenhado ... mas ele contém os seguintes trajetos usando os campos vermelhos acima:
- Thunder Bay --(23679)--> The Lakehead
- Lakehead --(15302)--> The Lakehead
- Lakehead --(23679)--> Thunder Bay

### Os Trajetos Mais Fortes de Todos
- De Thunder Bay para The Lakehead há apenas um trajeto direto, com 23679.
- De Lakehead para Thunder Bay há apenas um trajeto via The Lakehead. Ambas ligações têm uma força de 23679, então a ligação mais fraca é 23679. Não há outro trajeto com uma ligação mais fraca o qual seria mais forte.
- De Lakehead para The Lakehead há apenas um trajeto direto com 15302.

### A ligação mais fraca dos trajetos mais fortes
|                   | d[*,Thunder Bay] | d[*,Lakehead] | d[*,The Lakehead] |
| ----------------- | ---------------- | ------------- | ----------------- |
| d[Thunder Bay,*]  |                  | 0             | 23679             |
| d[Lakehead,*]     | 23679            |               | 15302             |
| d[The Lakehead,*] | 0                | 0             |                   |

### Resultado
Lakehead vence Thunder Bay e The Lakehead, enquanto Thunder Bay apenas vence The Lakehead. The Lakehead não vence ninguém. O vencedor é Lakehead.

## Exemplo
Considere o seguinte exemplo, no qual 45 eleitores ordenam 5 candidatos.
- 5 ACBED (significando, 5 eleitores têm ordem de preferência: A > C > B > E > D)
- 5 ADECB
- 8 BEDAC
- 3 CABED
- 7 CAEBD
- 2 CBADE
- 7 DCEBA
- 8 EBADC

Primeiro, nós calculamos as preferências emparelhadas. Por exemplo, ao comparar A e B emparelhados, há 5+5+3+7=20 eleitores que preferem A em relação a B, e 8+2+7+8=25 eleitores que preferem B em relação a A. Então d[A, B] = 20 e d[B, A] = 25. O conjunto total das preferência emparelhadas é:
|        | d[*,A] | d[*,B] | d[*,C] | d[*,D] | d[*,E] |
| ------ | ------ | ------ | ------ | ------ | ------ |
| d[A,*] |        | 20     | 26     | 30     | 22     |
| d[B,*] | 25     |        | 16     | 33     | 18     |
| d[C,*] | 19     | 29     |        | 17     | 24     |
| d[D,*] | 15     | 12     | 28     |        | 14     |
| d[E,*] | 23     | 27     | 21     | 31     |        |

Gráfico orientado rotulado com preferências emparelhadas d[*, *]

Para ajudar a visualizar os trajetos mais fortes, o diagrama no lado direito mostra uma seta de A a B com rótulo d[A, B], no estilo de um gráfico orientado. (Para evitar  tumultuar o diagrama nós só desenhados d[A, B] quando d[A, B] representa a maioria dos eleitores, o que parece não afetar o resultado neste caso.)
Lembre que força de um trajeto é a força de sua ligação mais fraca. Um exemplo de calcular o trajeto mais forte é p[B, D] = 33: o trajeto mais forte de B a D é o trajeto direto (B, D) que possui força 33. Para contraste, vamos também calcular p[A, C]. O trajeto mais forte de A a C não é o trajeto direto (A, C) de força 26, mas o trajeto mais forte é o trajeto indireto (A, D, C) que possui força min(30, 28) = 28.
Para cada par de candidatos X e Y, a seguinte tabela mostra o trajeto mais forte do candidato X ao candidato Y em vermelho, com a ligação mais fraca sublinhada.
|          | ... para A                    | ... para B             | ... para C      | ... para D      | ... para E             |          |
| -------- | ----------------------------- | ---------------------- | --------------- | --------------- | ---------------------- | -------- |
| de A ... |                               | A-(30)-D-(28)-C-(29)-B | A-(30)-D-(28)-C | A-(30)-D        | A-(30)-D-(28)-C-(24)-E | de A ... |
| de B ... | B-(25)-A                      |                        | B-(33)-D-(28)-C | B-(33)-D        | B-(33)-D-(28)-C-(24)-E | de B ... |
| de C ... | C-(29)-B-(25)-A               | C-(29)-B               |                 | C-(29)-B-(33)-D | C-(24)-E               | de C ... |
| de D ... | D-(28)-C-(29)-B-(25)-A        | D-(28)-C-(29)-B        | D-(28)-C        |                 | D-(28)-C-(24)-E        | de D ... |
| de E ... | E-(31)-D-(28)-C-(29)-B-(25)-A | E-(31)-D-(28)-C-(29)-B | E-(31)-D-(28)-C | E-(31)-D        |                        | de E ... |
|          | ... para A                    | ... para B             | ... para C      | ... para D      | ... para E             |          |

|        | p[*,A] | p[*,B] | p[*,C] | p[*,D] | p[*,E] |
| ------ | ------ | ------ | ------ | ------ | ------ |
| p[A,*] |        | 28     | 28     | 30     | 24     |
| p[B,*] | 25     |        | 28     | 33     | 24     |
| p[C,*] | 25     | 29     |        | 29     | 24     |
| p[D,*] | 25     | 28     | 28     |        | 24     |
| p[E,*] | 25     | 28     | 28     | 31     |        |

Agora nós podemos determinar o resultado do método Schulze. Comparando A e B por exemplo,
como 28 = p[A,B] > p[B,A] = 25, para o método Schulze o candidato A é melhor do que o candidato B. Outro exemplo é que 31 = p[E,D] > p[D,E] = 24, então candidato E é melhor do que candidato D. Continuando neste caminho nós obtemos a classificação Schulze, que é  E > A > C > B > D, e E vence. Em outras palavras, E vence já que p[E,X] ≥ p[X,E] para todo outros candidato X.

## Implementação
A única etapa difícil na implementação do método Schulze é calcular as forças dos trajetos mais fortes. No entanto, esse é um problema bem conhecido na teoria dos grafos, às vezes chamado de problema do trajeto mais amplo. Logo, um modo simples de calcular as forças é a variante do algoritmo de Floyd-Warshall. O pseudocódigo a seguir ilustra o algoritmo.
```
# Entrada: d[i,j], o número de eleitores que preferem candidato i ao candidato j.

# Saída: p[i,j], a força do trajeto mais forte do candidato i ao candidato j.

for
 
i
 
from
 
1
 
to
 
C

   
for
 
j
 
from
 
1
 
to
 
C

      
if
 
(
i
 
<>
 
j
)
 
then

         
if
 
(
d
[
i
,
j
]
 
>
 
d
[
j
,
i
])
 
then

            
p
[
i
,
j
]
 
:=
 
d
[
i
,
j
]

         
else

            
p
[
i
,
j
]
 
:=
 
0

for
 
i
 
from
 
1
 
to
 
C

   
for
 
j
 
from
 
1
 
to
 
C

      
if
 
(
i
 
<>
 
j
)
 
then

         
for
 
k
 
from
 
1
 
to
 
C

            
if
 
(
i
 
<>
 
k
 
and
 
j
 
<>
 
k
)
 
then

               
p
[
j
,
k
]
 
:=
 
max
 
(
 
p
[
j
,
k
],
 
min
 
(
 
p
[
j
,
i
],
 
p
[
i
,
k
]
 
)
 
)

```

Este algoritmo é eficiente, e possui tempo de execução proporcional a C3 onde C é o número de candidatos. (Isso não contabiliza pelo tempo de execução calculando os valores d[*,*], que se implementado na forma mais simples, possui tempo proporcional a C2 vezes o número de eleitores.)

## Empates e implementações alternativas
Quando permitidos usuários a ter empates em suas preferências, o resultado do método Schulze naturalmente depende de como interpretamos estes empates ao definir d[*,*]. Duas escolhas naturais são que d[A, B] representa ou o número de eleitores que preferem terminantemente A em relação a B (A>B), ou a margem de (eleitores com A>B) menos (eleitores com B>A). Mas não importa como os ds são definidos, a ordenação Schulze não possui ciclos, e assumindo que os ds são únicos ele não possui empates.
Muito embora empates na classificação Schulze sejam improváveis, eles são possíveis. O artigo original do Schulze propunha romper empates de acordo com um eleitor selecionado ao acaso, e repetindo conforme necessário.
Uma maneira alternativa, mais lenta, para descrever o vencedor do método Schulze é o seguinte procedimento:
1. desenhar um gráfico orientado completo com todos os candidatos, e todas as bordas possíveis entre candidatos
2. iterativamente [a] eliminar todos os candidatos que não façam parte do conjunto de Schwartz (ex. qualquer candidato que não pode alcançar todos os outros) e [b] elimina a ligação mais fraca
3. o vencedor é o último candidato não-eliminado

## Critérios satisfeitos e fracassados

### Critérios satisfeitos
O método Schulze satisfaz os seguintes critérios:
- Unrestricted domain
- Não-imposição (conhecido como soberania cidadã)
- Non-dictatorship
- Critério de Pareto[1]:§4.3
- Monotonicity criterion[1]:§4.5
- Majority criterion
- Majority loser criterion
- Critério de Condorcet
- Condorcet loser criterion
- Schwartz criterion
- Smith criterion[1]:§4.7
- Independence of Smith-dominated alternatives[1]:§4.7
- Mutual majority criterion
- Independence of clones[1]:§4.6
- Reversal symmetry[1]:§4.4
- Mono-append[3]
- Mono-add-plump[3]
- Resolvability criterion[1]:§4.2
- Polynomial runtime[1]:§2.3"
- Woodall's plurality criterion if winning votes are used for d[X,Y]
- Symmetric-completion[3] if margins are used for d[X,Y]

### Critérios fracassados
Uma vez que o método Schulze satisfaz o critério de Condorcet, ele automaticamente fracassa nos seguintes critérios:
- Participation[1]:§3.4
- Consistency
- Invulnerabilidade ao comprometimento
- Invulnerabilidade ao enterramento
- Later-no-harm

Da mesma forma, já que o método Schulze não é uma ditadura e concorda com votos unânimes, o teorema de Arrow implica que ele fracassa no critério
- Independence of irrelevant alternatives

### Tabela de comparação
A seguinte tabela compara o método Schulze com outros métodos eletivos preferenciais de único vencedor:
| Comparação de Sistemas de Votação Preferencial de Ganhador Único | Comparação de Sistemas de Votação Preferencial de Ganhador Único | Comparação de Sistemas de Votação Preferencial de Ganhador Único | Comparação de Sistemas de Votação Preferencial de Ganhador Único | Comparação de Sistemas de Votação Preferencial de Ganhador Único | Comparação de Sistemas de Votação Preferencial de Ganhador Único | Comparação de Sistemas de Votação Preferencial de Ganhador Único | Comparação de Sistemas de Votação Preferencial de Ganhador Único | Comparação de Sistemas de Votação Preferencial de Ganhador Único | Comparação de Sistemas de Votação Preferencial de Ganhador Único | Comparação de Sistemas de Votação Preferencial de Ganhador Único | Comparação de Sistemas de Votação Preferencial de Ganhador Único | Comparação de Sistemas de Votação Preferencial de Ganhador Único | Comparação de Sistemas de Votação Preferencial de Ganhador Único | Comparação de Sistemas de Votação Preferencial de Ganhador Único | Comparação de Sistemas de Votação Preferencial de Ganhador Único | Comparação de Sistemas de Votação Preferencial de Ganhador Único |
|                                                                  | Monotonico                                                       | Condorcet                                                        | Maioria                                                          | Perdedor de Condorcet                                            | Perdedor de maioria                                              | Mutual majority                                                  | Smith                                                            | IADS                                                             | ILAI                                                             | Clone independence                                               | Simetria reversa                                                 | Participação, Consistência                                       | Posterior-não-atrapalha                                          | Posterior-não-ajuda                                              | Tempo polinomial                                                 | Resolvabilidade                                                  |
| ---------------------------------------------------------------- | ---------------------------------------------------------------- | ---------------------------------------------------------------- | ---------------------------------------------------------------- | ---------------------------------------------------------------- | ---------------------------------------------------------------- | ---------------------------------------------------------------- | ---------------------------------------------------------------- | ---------------------------------------------------------------- | ---------------------------------------------------------------- | ---------------------------------------------------------------- | ---------------------------------------------------------------- | ---------------------------------------------------------------- | ---------------------------------------------------------------- | ---------------------------------------------------------------- | ---------------------------------------------------------------- | ---------------------------------------------------------------- |
| Schulze                                                          | Sim                                                              | Sim                                                              | Sim                                                              | Sim                                                              | Sim                                                              | Sim                                                              | Sim                                                              | Sim                                                              | Não                                                              | Sim                                                              | Sim                                                              | Não                                                              | Não                                                              | Não                                                              | Sim                                                              | Sim                                                              |
| Pares Ranqueados                                                 | Sim                                                              | Sim                                                              | Sim                                                              | Sim                                                              | Sim                                                              | Sim                                                              | Sim                                                              | Sim                                                              | Sim                                                              | Sim                                                              | Sim                                                              | Não                                                              | Não                                                              | Não                                                              | Sim                                                              | Sim                                                              |
| Smith alternativo                                                | Não                                                              | Sim                                                              | Sim                                                              | Sim                                                              | Sim                                                              | Sim                                                              | Sim                                                              | Sim                                                              | Não                                                              | Sim                                                              | Não                                                              | Não                                                              | Não                                                              | Não                                                              | Sim                                                              | Sim                                                              |
| Schwartz alternativo                                             | Não                                                              | Sim                                                              | Sim                                                              | Sim                                                              | Sim                                                              | Sim                                                              | Sim                                                              | Sim                                                              | Não                                                              | Sim                                                              | Não                                                              | Não                                                              | Não                                                              | Não                                                              | Sim                                                              | Sim                                                              |
| Kemeny-Young                                                     | Sim                                                              | Sim                                                              | Sim                                                              | Sim                                                              | Sim                                                              | Sim                                                              | Sim                                                              | Sim                                                              | Sim                                                              | Não                                                              | Sim                                                              | Não                                                              | Não                                                              | Não                                                              | Não                                                              | Sim                                                              |
| Copeland                                                         | Sim                                                              | Sim                                                              | Sim                                                              | Sim                                                              | Sim                                                              | Sim                                                              | Sim                                                              | Sim                                                              | Não                                                              | Não                                                              | Sim                                                              | Não                                                              | Não                                                              | Não                                                              | Sim                                                              | Não                                                              |
| Nanson                                                           | Não                                                              | Sim                                                              | Sim                                                              | Sim                                                              | Sim                                                              | Sim                                                              | Sim                                                              | Não                                                              | Não                                                              | Não                                                              | Sim                                                              | Não                                                              | Não                                                              | Não                                                              | Sim                                                              | Sim                                                              |
| Instant-runoff voting                                            | Não                                                              | Não                                                              | Sim                                                              | Sim                                                              | Sim                                                              | Sim                                                              | Não                                                              | Não                                                              | Não                                                              | Sim                                                              | Não                                                              | Não                                                              | Sim                                                              | Sim                                                              | Sim                                                              | Sim                                                              |
| Borda                                                            | Sim                                                              | Não                                                              | Não                                                              | Sim                                                              | Sim                                                              | Não                                                              | Não                                                              | Não                                                              | Não                                                              | Não                                                              | Sim                                                              | Sim                                                              | Não                                                              | Sim                                                              | Sim                                                              | Sim                                                              |
| Baldwin                                                          | Não                                                              | Sim                                                              | Sim                                                              | Sim                                                              | Sim                                                              | Sim                                                              | Sim                                                              | Não                                                              | Não                                                              | Não                                                              | Não                                                              | Não                                                              | Não                                                              | Não                                                              | Sim                                                              | Sim                                                              |
| Bucklin                                                          | Sim                                                              | Não                                                              | Sim                                                              | Não                                                              | Sim                                                              | Sim                                                              | Não                                                              | Não                                                              | Não                                                              | Não                                                              | Não                                                              | Não                                                              | Não                                                              | Sim                                                              | Sim                                                              | Sim                                                              |
| Pluralidade                                                      | Sim                                                              | Não                                                              | Sim                                                              | Não                                                              | Não                                                              | Não                                                              | Não                                                              | Não                                                              | Não                                                              | Não                                                              | Não                                                              | Sim                                                              | Sim                                                              | Sim                                                              | Sim                                                              | Sim                                                              |
| Voto contingente                                                 | Não                                                              | Não                                                              | Sim                                                              | Sim                                                              | Sim                                                              | Não                                                              | Não                                                              | Não                                                              | Não                                                              | Não                                                              | Não                                                              | Não                                                              | Sim                                                              | Sim                                                              | Sim                                                              | Sim                                                              |
| Coombs                                                           | Não                                                              | Não                                                              | Sim                                                              | Sim                                                              | Sim                                                              | Sim                                                              | Não                                                              | Não                                                              | Não                                                              | Não                                                              | Não                                                              | Não                                                              | Não                                                              | Não                                                              | Sim                                                              | Sim                                                              |
| MiniMax                                                          | Sim                                                              | Sim                                                              | Sim                                                              | Não                                                              | Não                                                              | Não                                                              | Não                                                              | Não                                                              | Não                                                              | Não                                                              | Não                                                              | Não                                                              | Não                                                              | Não                                                              | Sim                                                              | Sim                                                              |
| Anti-pluralidade                                                 | Sim                                                              | Não                                                              | Não                                                              | Não                                                              | Sim                                                              | Não                                                              | Não                                                              | Não                                                              | Não                                                              | Não                                                              | Não                                                              | Sim                                                              | Não                                                              | Não                                                              | Sim                                                              | Sim                                                              |
| Sri Lankan                                                       | Não                                                              | Não                                                              | Sim                                                              | Não                                                              | Não                                                              | Não                                                              | Não                                                              | Não                                                              | Não                                                              | Não                                                              | Não                                                              | Não                                                              | Sim                                                              | Sim                                                              | Sim                                                              | Sim                                                              |
| Suplementar                                                      | Não                                                              | Não                                                              | Sim                                                              | Não                                                              | Não                                                              | Não                                                              | Não                                                              | Não                                                              | Não                                                              | Não                                                              | Não                                                              | Não                                                              | Sim                                                              | Sim                                                              | Sim                                                              | Sim                                                              |
| Dodgson                                                          | Não                                                              | Sim                                                              | Sim                                                              | Não                                                              | Não                                                              | Não                                                              | Não                                                              | Não                                                              | Não                                                              | Não                                                              | Não                                                              | Não                                                              | Não                                                              | Não                                                              | Não                                                              | Sim                                                              |

## História do método Schulze
O método Schulze foi desenvolvido por Markus Schulze em 1997. Ele foi primeiro discutido em listas de e-mail públicas em 1997–1998 e em 2000. Subsequentemente, usuários do método Schulze incluíram Software in the Public Interest (2003), Debian (2003), Gentoo (2005), TopCoder (2005), Wikimedia (2008), KDE (2008), the Free Software Foundation Europe (2008), the Partido Pirata da Suécia (2009), e o Partido Pirata da Alemanha (2010). Na Wikipédia Francófona, o método Schulze foi um dos dois métodos multi-candidatos aprovados por uma maioria em 2005, e foi usando diversas vezes.
Em 2011, Schulze publicou o método no periódico acadêmico Social Choice and Welfare.

## Uso do método Schulze

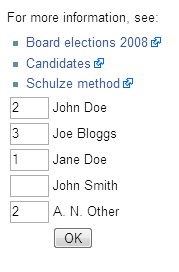
cédula de exemplo para as eleições do Conselho Administratido da Wikimedia

O método Schulze não é atualmente utilizado em eleições parlamentares. No entanto, ele foi usado para as prévias palamentares no Partido Pirata sueco. Ele também está começando a receber apoio em outras organizações públicas. Organizações que utilizam o método Schulze atualmente:
- Annodex Association[17]
- Blitzed[18]
- BoardGameGeek[19]
- Cassandra[20]
- Codex Alpe Adria[21]
- College of Marine Science[22]
- Computer Science Departmental Society for York University (HackSoc)[23]
- County Highpointers[24]
- Debian[7]
- Demokratische Bildung Berlin[25]
- Digital Freedom in Education and Youth[26]
- EnMasse Forums
- EuroBillTracker[27]
- European Democratic Education Conference (EUDEC)[28]
- Fair Trade Northwest[29]
- FFmpeg[30]
- Flemish Student Society of Leuven[31]
- Free Hardware Foundation of Italy[32]
- Free Software Foundation Europe (FSFE)[12]
- Gentoo Foundation[8]
- GNU Privacy Guard (GnuPG)[33]
- Gothenburg Hacker Space (GHS)[34]
- Graduate Student Organization at the State University of New York: Computer Science (GSOCS)[35]
- Haskell[36]
- Kanawha Valley Scrabble Club[37]
- KDE e.V.[11]
- Kingman Hall[38]
- Knight Foundation[39]
- Kumoricon[40]
- League of Professional System Administrators (LOPSA)[41]
- Libre-Entreprise[42]
- Lumiera/Cinelerra[43]
- Mathematical Knowledge Management Interest Group (MKM-IG)[44]
- Metalab[45]
- Music Television (MTV)[46]
- Neo[47]
- netznetz[48]
- Noisebridge[49]
- North Shore Cyclists (NSC)[50]
- OpenEmbedded[51]
- OpenStack[52]
- Park Alumni Society (PAS)[53]
- Partido Pirata de Austrália
- Partido Pirata de Áustria[54]
- Partido Pirata no Brasil
- Partido Pirata da Alemanha[14]
- Partido Pirata da Nova Zelândia[55]
- Partido Pirata da Suécia[13]
- Partido Pirata da Suíça[56]
- Pitcher Plant of the Month
- Pittsburgh Ultimate[57]
- RPMrepo[58]
- Sender Policy Framework (SPF)[59]
- Software in the Public Interest (SPI)[6]
- Squeak[60]
- Students for Free Culture[61]
- Sugar Labs[62]
- TopCoder[9]
- University of British Columbia Math Club[63]
- WikIAC[64]
- Wikimedia Foundation[10]
- Wikipedia em Francês,[15] Hebraico,[65] Húngaro,[66] e Russo.[67]

### Geral
- «Site do método Schulze» (em inglês) por Markus Schulze

### Tutórios
- «Schulze-Methode» (em alemão) por Christoph Giesel
- «Condorcet Computations» (PDF) (em inglês) por Johannes Grabmeier
- «Spieltheorie» (PDF) (em alemão) por Bernhard Nebel
- «Schulze-Methode» (PDF) (em alemão) pela University of Stuttgart

### Apoio
- «Descriptions of ranked-ballot voting methods» (em inglês) por Rob LeGrand
- «Accurate Democracy» (em inglês) por Rob Loring
- «Election Methods and Criteria» (em inglês) por Kevin Venzke
- «The Debian Voting System» (em inglês) por Jochen Voss
- «election-methods: uma lista de e-mail contendo discussões sobre métodos eletivos» (em inglês)

### Livros
- Christoph Börgers (2009), Mathematics of Social Choice: Voting, Compensation, and Division, SIAM, ISBN 0-89871-695-0
- Saul Stahl and Paul E. Johnson (2006), Understanding Modern Mathematics, Sudbury:  Jones and Bartlett Publishers, ISBN 0-7637-3401-2
- Nicolaus Tideman (2006), Collective Decisions and Voting: The Potential for Public Choice, Burlington: Ashgate, ISBN 0-7546-4717-X

### Software
- «Núcleo Python Vote» (em inglês) por Brad Beattie
- «Projeto de Software de Votação» (em inglês) por Blake Cretney
- «Condorcet com Roteiros Perl de Duplo Descartamento» (em inglês) por Mathew Goldstein
- «Calculadora de Votos Condorcet» (em inglês) por Eric Gorr
- «Selectricity» (em inglês) e «RubyVote» (em inglês) por Benjamin Mako Hill
- «Votação Schulze para DokuWiki» (em inglês) por Adrian Lang
- «Electowidget» (em inglês) por Rob Lanphier
- «Calculadora online de votos ordenados por preferência» (em inglês) por Rob LeGrand
- «Módulo Haskell de Condorcet» (em inglês) por Evan Martin
- «Serviço de Votação Condorcet na Internet (CIVS)» (em inglês) por Andrew Myers
- «BetterPolls.com» (em inglês) por Brian Olson
- «OpenSTV» (em inglês) por Jeffrey O'Neill
- «LiquidFeedback» (em inglês)
- «preftools» (em inglês) por the Public Software Group
- «Predefinição de Votação Excel e Add-In» (em inglês)

### Projetos legislativos
- Arizonans for Condorcet Ranked Voting